# Bupleurum sintenisii
Bupleurum sintenisii är en flockblommig växtart som beskrevs av Paul Friedrich August Ascherson, Ignatz Urban och Rupert Huter. Bupleurum sintenisii ingår i släktet harörter, och familjen flockblommiga växter. Inga underarter finns listade i Catalogue of Life.